# Jbel Sirwa
Jbel Sirwa o Monte Sirwa (o Siroua; pronunciado: sirua) es una montaña del sur de Marruecos, la más alta de la cordillera del Anti-Atlas (3.304 m), situada en la región administrativa de Souss-Massa-Drâa.
El macizo de Sirwa une el Alto Atlas al Anti-Atlas, encontrándose a sur del macizo de Toubkal, el más alto del norte de África. El Monte Sirwa es lo que resta de un antiguo estratovolcán muy alto y muy vasto, que fue desmantelado en el lugar donde emergen diques geológicos y terrenos de lava negra. El volcán data del Mioceno tardío o el Plioceno precoz.